# Gymnocalycium angelae
A Gymnocalycium angelae a valódi kaktuszok (Cactaceae) Trichocereeae nemzetségcsoportjának Gymnocalycium nemzetségébe tartozó gömbkaktusz faj; a nemzetség Uruguayensia fajsorának tagja.

## Elterjedése
Észak-Argentína Corrientes tartományában, Tres Cerros környékén honos.

## Megjelenése, felépítése
Ez a fénylő sötétzöld vagy középzöld, lapított gömb alakú kaktusz 10 cm-esre nőhet meg. Gyökérzetéből 2–3 megerősödött főgyökér tűnik ki. 7–10 lekerekített, széles bordája dudorokra tagolódik; az ovális, 5 mm hosszú, világossárga vagy fehér areolák a dudorok felső részén, egymástól mintegy centiméternyire ülnek.
Areolánként hét fehéres, 1,5–2 cm hosszú peremtövise a növény testére simul; hajlottak, oldalra és lefelé mutatnak, a végük kissé eláll, az alapjuk sárgás. A két oldalsó tövispár kissé erősebb és hosszabb.
A virágcső keskeny, zöld, a pikkelylevelek csúcsa rózsaszínes. A 4–5 cm-es virág belső lepellevelei fehérek, alapjuk rózsavörös. A külső lepellevelek külsején kicsiny rózsásbarna középcsík fut végig.
Zöld termése 3 cm hosszúra nyúlik; matt barnásvörös, ovális magja nagyjából 2 mm hosszú és 1,2 mm átmérőjű.

## Életmódja
Érett termése függőlegesen reped fel.